# Jos Daerden
Jozef Winandus Daerden, detto Jos (Tongeren, 26 novembre 1954), è un allenatore di calcio ed ex calciatore belga, di ruolo centrocampista.

## Biografia
È il padre di Koen Daerden, anch'egli calciatore.

## Palmarès

### Giocatore

#### Competizioni nazionali
- Campionato belga: 2

Standard Liegi: 1981-1982, 1982-1983
- Coppa del Belgio: 1

Standard Liegi: 1980-1981
- Supercoppa del Belgio: 2

Standard Liegi: 1981, 1983

#### Competizioni internazionali
- Coppa Piano Karl Rappan: 3

Standard Liegi: 1980, 1981, 1982

### Allenatore

#### Competizioni nazionali
- Supercoppa del Belgio: 1

Lierse: 1997